# Rancho Colorado, Zacatecas
Rancho Colorado är en ort i Mexiko.   Den ligger i kommunen Chalchihuites och delstaten Zacatecas, i den centrala delen av landet, 700 km nordväst om huvudstaden Mexico City. Rancho Colorado ligger 2 084 meter över havet och antalet invånare är 173.
Terrängen runt Rancho Colorado är kuperad åt sydost, men åt nordväst är den platt. Rancho Colorado ligger nere i en dal. Runt Rancho Colorado är det glesbefolkat, med 15 invånare per kvadratkilometer. Närmaste större samhälle är Chalchihuites, 4,4 km öster om Rancho Colorado. Omgivningarna runt Rancho Colorado är i huvudsak ett öppet busklandskap.